# Przepiór rdzawobrzuchy
Przepiór rdzawobrzuchy (Odontophorus stellatus) – gatunek średniej wielkości ptaka z rodziny przepiórowatych (Odontophoridae), zamieszkujący Amerykę Południową. Nie wyróżnia się podgatunków. Stadka tych ptaków chodzą gęsiego, w razie niebezpieczeństwa rozpierzchają się lub zamierają w bezruchu; latają bardzo niechętnie.

## Morfologia
Długość ciała 24–28 cm; masa ciała: samce około 358 g, samice około 315 g. Ciemię i czub jaskrawokasztanowate. Wierzch ciała szarawy, dolna część grzbietu bardziej oliwkowobrązowa. Skrzydła ciemnobrązowe, pokrywy płowo plamkowane. Gardło szare; reszta spodu ciała rdzawa, podogonie czarno prążkowane. Wokół oka czerwona naga skóra. Czubek samicy czarnobrązowy.

## Zasięg, środowisko
Zachodnia Amazonia – wschodni Ekwador, wschodnie Peru i zachodnia Brazylia na południe po północno-zachodnią i północno-wschodnią Boliwię. Wilgotne lasy nizinne. Zazwyczaj występuje do 400 m n.p.m., lokalnie do 1050 m n.p.m.

## Status
IUCN uznaje przepióra rdzawobrzuchego za gatunek najmniejszej troski (LC – Least Concern) nieprzerwanie od 1988 roku. Trend liczebności populacji uznaje się za spadkowy ze względu na wylesianie Amazonii oraz polowania.